# Santa Lucia luntana
Santa Lucia Luntana è una canzone napoletana scritta da E. A. Mario nel 1919.

## Descrizione
Santa Lucia luntana è dedicata ai tantissimi emigranti partenopei che partivano dal porto di Napoli alla volta di terre lontane (quasi sempre alla volta delle Americhe); le parole del brano sono appunto ispirate ai sentimenti che questi provavano allontanandosi dalla terraferma, fissando il pittoresco panorama del borgo di Santa Lucia, ultimo scorcio della loro terra che riuscivano a vedere, sempre più piccolo, all'orizzonte.
La canzone divenne subito un successo non solo popolare e fu molto importante a livello sociale perché portava alla luce la realtà dell'emigrazione, fenomeno fino ad allora misconosciuto dalla cultura ufficiale.

## In altri media
La canzone è stata inclusa nella colonna sonora del film muto italiano Napoli che canta (1926) ed è alla base della trama dell'omonimo film sonoro americano Santa Lucia luntana del 1931. È inoltre presente nell'opera teatrale Carosello napoletano del 1950, nella versione cinematografica Carosello napoletano del (1953) e come prima canzone nel film di Pasquale Festa Campanile L'emigrante del 1973 con Adriano Celentano.

## Reinterpretazioni
Il Giardino dei Semplici ne ha realizzato una cover moderna nel 1985, contenuta nel disco di rifacimenti intitolato Ed è subito Napoli. L'ex frontman e cantante della band, Gianfranco Caliendo, ne ha in seguito realizzato una versione acustica, inserita nel suo album Amanapoli (2016).
Nel 2004 la cantautrice Giuni Russo ne ha registrato una reinterpretazione, inserendola all'interno della suite musicale che fa da colonna sonora alla riedizione del film muto del 1926 Napoli che canta. Il brano è stato pubblicato nell'album Napoli che canta del 2004.
Un'altra cover della canzone, ascoltabile nella telenovela brasiliana Terra nostra, si deve a Jerry Adriani.
Nel 2012, in concerto alla Villa Guerrazzi di Cecina (PI), Antonella Ruggiero ha interpretato il brano accompagnata da Fabio Zeppetella (chitarra) e Ramberto Ciammarughi (pianoforte). L'esecuzione è contenuta nell'album Quando facevo la cantante (2018) - CD 1 "La canzone dialettale e popolare".

## Testo
pe tèrre assaje luntan...

Canten a buorde:

so' Napulitan!

Canten e pe tramènt

o golfe già scumpar,

e a luna a miéze 'o mar,

nu poc' 'e Napule

e fa veré. 
Santa Lucia!

Luntan 'a té,

quanta malincunìa!

Se gira o munne san,

se va à cercà fortuna...

ma, quanne spont a luna,

luntan 'a Napule

nun se po stà!
E sonene... ma é mane

trémmene n copp e corde...

Quant ricorde, ahimé,

quant ricord...

E o core nun o sane

nemméne cu e canzon:

Sentènn voc e suon,

se mett a chiagner

ca vo turnà

Santa Lucia, tu tién

sule nu poc' 'e mare...

ma, chiù luntana staje,

Chiù bèlla par...

È o cante dé sirén

ca tèsse ancora e rézz!

Core nun vo ricchézz:

si è nat a Napule,

ce vo murì!
per le terre assai lontane...

Cantano a bordo:

sono Napoletani!

Cantano nel frattempo

il golfo già scompare

e la luna in mezzo al mare

un poco di Napoli

gli fa vedere
Santa Lucia!

Lontano da te

quanta malinconia!

Si gira il mondo intero

si va a cercar fortuna...

ma, quando spunta la luna

lontano da Napoli

non si può stare!
E suonano!Ma le mani

tremano sulle corde...

quanti ricordi, ahimé,

quanti ricordi...

E il cuore non lo guarisci

nemmeno con le canzoni:

sentendo voce e suoni,

si mette a piangere

che vuol tornare...
Santa Lucia,

............
Santa Lucia, tu hai

solo un poco di mare...

ma più lontana sei,

più bella sembri...

Ed il canto delle Sirene

che tesse ancora le reti

Il cuore non vuol ricchezze:

se è nato a Napoli

ci vuol morire!
Santa Lucia,

............»